# ワールド・ウチナーンチュ
『ワールド・ウチナーンチュ』は、2011年からラジオ沖縄で放送されている、世界各地のウチナンチュ移民を取材した、ドキュメンタリートーク番組である。沖縄創価学会の一社提供。

## 番組概要
同番組は、ラジオ沖縄・琉球新報と報道協定を結んでいる沖縄テレビ放送のアナウンサーとして活躍し、同局のテレビ番組『沖縄発われら地球人→世界ウチナーンチュ紀行』のレポーターとして、世界各地にいるウチナンチュ移民を20年近くにわたって取材し、定年退職後もフリージャーナリスト・ウチナンチュ研究家として活動している前原信一が、自らの取材で出会った様々な世界のウチナンチュの人間模様やそこに根付く沖縄文化についてまとめたもので、2011年から約5年半・280回にわたりその取材した成果を披露した。
基本的には取材した資料を基に話していたが、不定期で国外出身の沖縄移民で、現在は日本国内に居住している人が招かれたこともあった。
2016年後半からは過去に放送された番組の中からのアーカイブを使ってアンコール放送（日曜18:30-19:00）されている。
これらをまとめ、厳選した60組のウチナンチュを取り上げた著書「ワールド・ウチナーンチュ　忘れえぬ人々」（ボーダーインク）が2020年に出版された。